# Сокіл-карлик
Со́кіл-ка́рлик (Microhierax) — рід хижих птахів родини соколових (Falconidae). Представники роду поширені у Південно-Східній Азії і є найменшими птахами у ряді соколоподібних (Falconiformes). Деякі представники сягають 15 см завдовжки і 35 г ваги.

## Види
- Microhierax caerulescens (Linnaeus, 1758) — сокіл-карлик червононогий
- Microhierax erythrogenys (Vigors, 1831) — сокіл-карлик філіппінський
- Microhierax fringillarius (Drapiez, 1824) — сокіл-карлик чорноногий
- Microhierax latifrons (Sharpe, 1879) — сокіл-карлик білолобий
- Microhierax melanoleucos (Blyth, 1843) — сокіл-карлик строкатий